# Sainte-Pexine
Sainte-Pexine ist eine französische Gemeinde mit 297 Einwohnern (Stand: 1. Januar 2022) im Département Vendée in der Region Pays de la Loire; sie gehört zum Arrondissement Fontenay-le-Comte und zum Kanton Mareuil-sur-Lay-Dissais.

## Geographie
Sainte-Pexine liegt etwa 25 Kilometer südöstlich von La Roche-sur-Yon am Lay. Umgeben wird Sainte-Pexine von den Nachbargemeinden Bournezeau im Norden, Saint-Jean-d’Hermine im Osten und Süden, Bessay im Südwesten, Moutiers-sur-le-Lay im Westen sowie Les Pineaux im Nordwesten.

## Bevölkerungsentwicklung
| Jahr                      | 1962 | 1968 | 1975 | 1982 | 1990 | 1999 | 2006 | 2013 |
| Einwohner                 | 322  | 311  | 274  | 259  | 232  | 217  | 225  | 240  |
| Quelle: Cassini und INSEE |      |      |      |      |      |      |      |      |

## Sehenswürdigkeiten
- Herrenhaus von Chaligny (Monument historique)

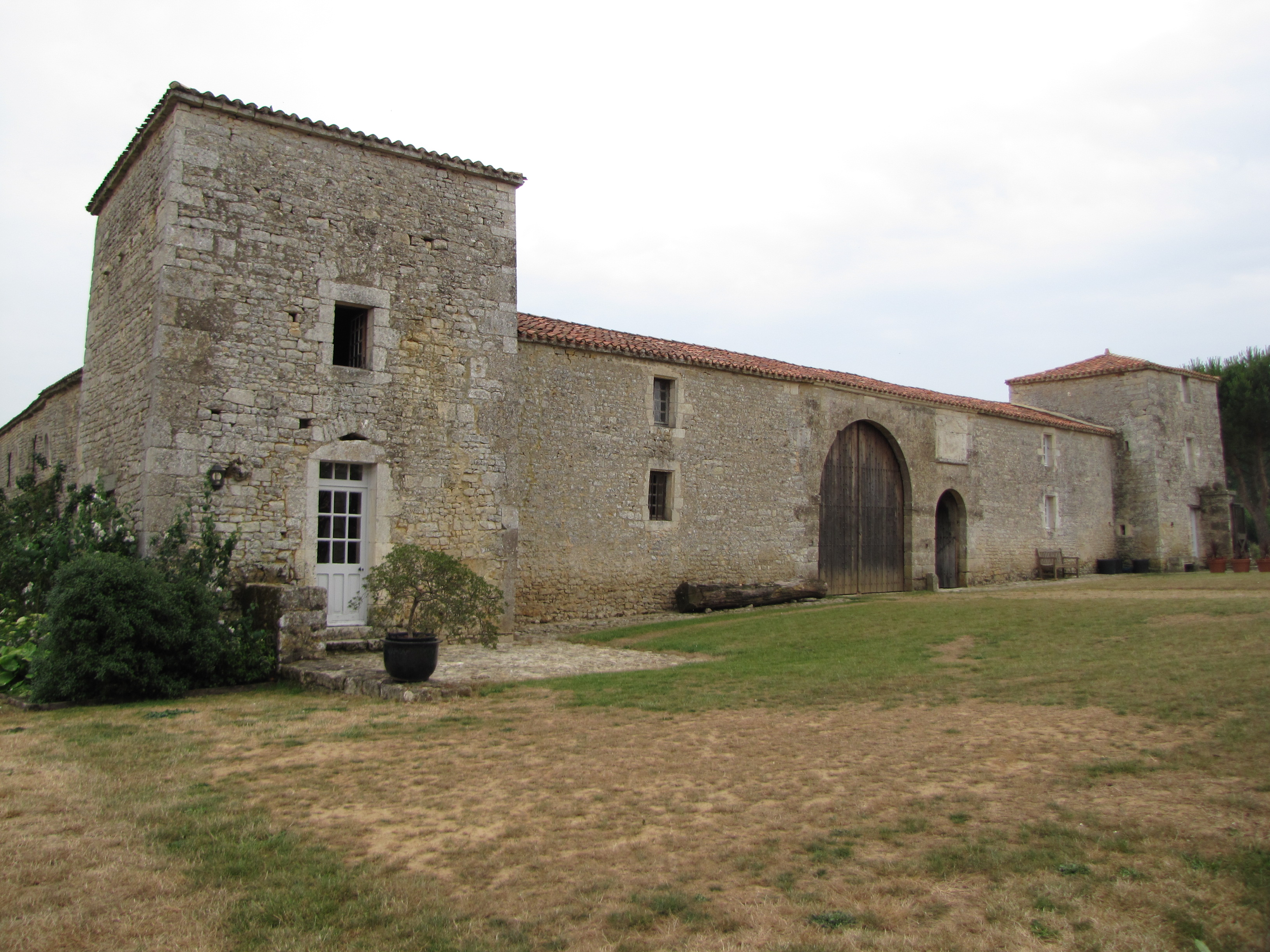
Herrenhaus von Chaligny